# 豊田早季
豊田 早季（とよた さき）は日本で活動するミュージカル俳優である。兵庫県芦屋市出身。劇団四季所属。

## 来歴
武庫川女子大学附属高等学校から東京フィルムセンタースクールオブアート専門学校（現・東京放送芸術&映画・俳優専門学校）映画俳優専攻を1期生として卒業後の2007年に劇団四季研究所へ入所する。同年ライオン・キングのアンサンブル役で初舞台出演を果たす。

## 主な出演作品
- ライオン・キング（アンサンブル）
- 嵐の中の子どもたち（ブルーシー、ビッキー）
- エクウス（看護婦）
- はだかの王様（ホック）
- 間奏曲（ヴイオラ）
- ミュージカル南十字星（アンサンブル）
- オンディーヌ（アンサンブル）
- ウィキッド（ネッサローズ）
- 王子とこじき（アンサンブル）